# Sosthène Léopold Bayemi Matjei
Sosthène Léopold Bayemi Matjei, né le 26 décembre 1964 à Matomb dans la Région du Centre, est un prélat catholique camerounais, évêque d'Obala.

## Biographie
Il est le fils de Charles Bayemi et Marthe Ngo Pougue. Il a trois frères aînés et une petite sœur. Il grandit dans une famille très chrétienne : déjà, son grand-père paternel était catéchiste et son père était président de la chorale de la paroisse Marie Reine de Matomb. Son frère aîné Baba Claude est le fondateur de la Communauté de Cana. Henri Dieudonné Bayemi Pougue est fondateur de l'association religieuse Mouvement de l'Incarnation, plus connue sous le nom de Groupe Parole de Dieu.
Après ses études primaires à Matomb, département du Nyong et Kellé, il entre au lycée d'Eséka ou il obtient le baccalauréat D en juin 1984. Il s'inscrit à la faculté des sciences de l'Université de Yaoundé avant d'être admis à faire un stage à la paroisse Saint Paul de Nylon de Douala sous la direction de l'abbé Jean-Paul Bayemi, célèbre journaliste de l'Effort Camerounais. Après, il est envoyé par Mgr Simon Tonyé, archevêque de Douala, au Saint Thomas Aquinas' Major Seminary. Il y fait ses études philosophiques en trois ans avec un mémoire sur La pratique du ñyega chez les Basa'a du Sud Cameroun. Après deux ans d'études théologiques, il est envoyé en stage au petit séminaire Saint Paul de Nylon à Douala. A la fin de ce temps, il achève sa formation théologique au Grand Séminaire Paul VI de Nkongbodol Douala avec un mémoire sur L'Effusion de l'Esprit Saint dans le Renouveau charismatique catholique, dont il avait fait la découverte en 1982.
Il est ordonné prêtre à Éséka le 12 février 1994 par Mgr Jean-Bosco Ntep, premier évêque d'Eséka, diocèse créé l'année précédente.
Il est nommé curé de la paroisse Saint Paul de Nkoo, par Ngog-Mapubi où il reste trois ans. Concomitamment, il est responsable du comité diocésain des activités socio-caritatives.
En septembre 1996 il part à Rome à l'Université Pontificale Urbaniana pour des études de philosophie, conclues par un doctorat sur le langage chez Merleau-Ponty, soutenu en juin 2000. Il fait encore un an pour une formation en pédagogie.
il est nommé évêque d'Obala le 3 décembre 2009, succédant à Mgr Jérôme Owono-Mimboe, atteint par la limite d'âge.